# Colli del Trasimeno rosso scelto
Il Colli del Trasimeno rosso scelto è un vino DOC la cui produzione è consentita nella provincia di Perugia.

## Caratteristiche organolettiche
- colore: rosso rubino talvolta con riflessi violacei
- odore: vinoso, fragrante, intenso
- sapore: asciutto, armonico, strutturato persistente

## Produzione
Provincia, stagione, volume in ettolitri
- nessun dato disponibile